# Pyrazoxon
Pyrazoxon ist eine chemische Verbindung aus der Gruppe der Phosphorsäureester, die zur ersten Generation der Insektizide zählt und vom Schweizer Unternehmen Geigy AG entwickelt und 1952 patentiert wurde.

## Gewinnung und Darstellung
Pyrazoxon kann ausgehend von einer Reaktion von 3-Methylpyrazolon mit Natriumcarbonat hergestellt werden.

## Eigenschaften
Pyrazoxon ist eine gelbliche, nicht unzersetzt destillierbare Flüssigkeit von charakteristischem Geruch, die schwer löslich in Wasser, löslich in Xylol, Ethanol und Aceton sowie unlöslich in Petroleum ist.

## Zulassung
Pyrazoxon ist in der Europäischen Union und in der Schweiz nicht als Pflanzenschutzwirkstoff zugelassen.